# Дабар (Хрваце)
Дабар је насељено мјесто у саставу општине Хрваце, Сплитско-далматинска жупанија, Република Хрватска.

## Географски положај
Дабар се налази 15 км југоисточно од Врлике и 18 км сјеверозападно од Сиња, у подножју планине Динаре, на ријеци Цетини тј. Перућком језеру.

## Историја
До територијалне реорганизације у Хрватској налазио се у саставу старе општине Сињ. Током рата у Хрватској био је у саставу Републике Српске Крајине, на самој линији раздвајања.

## Други светски рат
У НОБ-у током Другог свјетског рата учествовало je 58 становника Дабра.

## Становништво
На попису становништва 2011. године, Дабар је имао 22 становника.
Почетком 2022. године, једини српски повратник села је Милица Стојанац стара 100 година.
| Број становника по пописима | Број становника по пописима | Број становника по пописима | Број становника по пописима | Број становника по пописима | Број становника по пописима | Број становника по пописима | Број становника по пописима | Број становника по пописима | Број становника по пописима | Број становника по пописима | Број становника по пописима | Број становника по пописима | Број становника по пописима | Број становника по пописима | Број становника по пописима |
| --------------------------- | --------------------------- | --------------------------- | --------------------------- | --------------------------- | --------------------------- | --------------------------- | --------------------------- | --------------------------- | --------------------------- | --------------------------- | --------------------------- | --------------------------- | --------------------------- | --------------------------- | --------------------------- |
| 1857                        | 1869                        | 1880                        | 1890                        | 1900                        | 1910                        | 1921                        | 1931                        | 1948                        | 1953                        | 1961                        | 1971                        | 1981                        | 1991                        | 2001                        | 2011                        |
| 244                         | 447                         | 467                         | 274                         | 339                         | 333                         | 656                         | 370                         | 342                         | 338                         | 242                         | 202                         | 175                         | 121                         | 26                          | 22                          |

Напомена: У 1869. и 1921. садржи податке за насеље Лактац.

### Попис 1991.
На попису становништва 1991. године, насељено место Дабар је имало 121 становника, следећег националног састава:
| Попис 1991.‍  | Попис 1991.‍  | Попис 1991.‍ | Попис 1991.‍ | Попис 1991.‍ |
| ------------ | ------------ | ----------- | ----------- | ----------- |
|              |              |             |             |             |
| Хрвати       | Хрвати       |             | 64          | 52,89%      |
| Срби         | Срби         |             | 55          | 45,45%      |
| Русини       | Русини       |             | 1           | 0,82%       |
| неопредељени | неопредељени |             | 1           | 0,82%       |
| укупно: 121  |              |             |             |             |

### Ранији пописи
| Националност       | 1981. | 1971. | 1961. |
| Хрвати             | 90    | 111   | 133   |
| Срби               | 47    | 86    | 108   |
| Југословени        | 38    | 4     | 1     |
| остали и непознато |       | 1     |       |
| Укупно             | 175   | 202   | 242   |

## Презимена
- Ненадић — православци, славе Св. Николу
- Стојанац — православци, славе Св. Георгија